# Medley (Florida)
Medley ist eine Stadt im Miami-Dade County im US-Bundesstaat Florida. Das U.S. Census Bureau hat bei der Volkszählung 2020 eine Einwohnerzahl von 1.056 ermittelt. 

## Geographie
Medley befindet sich 7 km nordwestlich von Miami. Angrenzende Kommunen sind Hialeah und Hialeah Gardens.

## Demographische Daten
Laut der Volkszählung 2010 verteilten sich die damaligen 838 Einwohner auf 350 Haushalte. Die Bevölkerungsdichte lag bei 85,5 Einw./km². 93,1 % der Bevölkerung bezeichneten sich als Weiße, 1,0 % als Afroamerikaner und 0,2 % als Indianer. 2,7 % gaben die Angehörigkeit zu einer anderen Ethnie und 3,0 % zu mehreren Ethnien an. 92,2 % der Bevölkerung bestand aus Hispanics oder Latinos.
Im Jahr 2010 lebten in 24,6 % aller Haushalte Kinder unter 18 Jahren sowie 53,2 % aller Haushalte Personen mit mindestens 65 Jahren. 67,3 % der Haushalte waren Familienhaushalte (bestehend aus verheirateten Paaren mit oder ohne Nachkommen bzw. einem Elternteil mit Nachkomme). Die durchschnittliche Größe eines Haushalts lag bei 2,52 Personen und die durchschnittliche Familiengröße bei 2,96 Personen.
17,5 % der Bevölkerung waren jünger als 20 Jahre, 17,4 % waren 20 bis 39 Jahre alt, 30,1 % waren 40 bis 59 Jahre alt und 35 % waren mindestens 60 Jahre alt. Das mittlere Alter betrug 48 Jahre. 48,6 % der Bevölkerung waren männlich und 51,4 % weiblich.
Das durchschnittliche Jahreseinkommen lag bei 25.625 $, dabei lebten 20,8 % der Bevölkerung unter der Armutsgrenze.
Im Jahr 2000 war Englisch die Muttersprache von 16,34 % der Bevölkerung und spanisch sprachen 83,65 %.

## Verkehr
Das Stadtgebiet wird vom U.S. Highway 27 sowie den Florida State Roads 25, 826 (Palmetto Expressway) und 934 durchquert bzw. tangiert. Der Miami International Airport befindet sich 8 km südöstlich der Stadt. Medley hat an der Endstation Palmetto Anschluss an die Vorortbahn Miami-Dade Metrorail in Richtung Innenstadt von Miami.

## Kriminalität
Die Kriminalitätsrate lag im Jahr 2010 mit 418 Punkten (US-Durchschnitt: 266 Punkte) im durchschnittlichen Bereich. Es gab einen Mord, drei Raubüberfälle, zwölf Körperverletzungen, 30 Einbrüche, 263 Diebstähle und 46 Autodiebstähle.